# Kolumbus (Škroup)
Kolumbus (v německém originále Columbus) je „historicko-romantická opera o 3 odděleních“ (dějstvích) a šesti obrazech českého skladatele Františka Škroupa (op. 38, Plavec 94) na libreto německého básníka Johanna Carla Hickela. Za skladatelova života nebyla uvedena, poprvé ji inscenovalo pražské Národní divadlo dne 3. února 1942 v dramaturgické úpravě Zdeňka Chalabaly a v českém překladu Ferdinanda Pujmana.

## Vznik a historie díla
Čtyři roky po úspěšném uvedení své opery Mořský geus (1851) se František Škroup vrátil k opeře. Stejně jako v předchozím případě (a na rozdíl od svých dřívějších lokálně vázaných oper) si zvolil téma z evropské, ba světové historie. Kolumbovské téma bylo v polovině 19. století v Praze dosti živé, jak dokazuje úspěch obrazu ředitele pražské akademie Christopha Christiana Rubena (1805-1875) Columbus in dem Augenblicke, da er die neue Welt entdeckt z roku 1844 (tento obraz mohl sloužit jako inspirace libreta a počítalo se s jeho využitím pro inscenaci opery). Libretistou se stal opět básník Johann Carl Hickel, který vytvořil text k Mořskému geusovi. Hickel tehdy již nepůsobil v Praze, odkud odešel roku 1853 po roztržce s vedením Stavovského divadla, ale Škroupovi poskytl opět divadelně zkušeně napsaný text s přehledným dějem nabízející řadu efektních lyrických i dramatických scén a rozdílně charakterizovaných postav. Oproti Mořskému geusovi v něm nejsou žádné revoluční či demokratické prvky, naopak nápadný je náboženský akcent.
Premiéra Škroupova Kolumba byla připravována na rok 1856. 9. září bylo vydáno cenzurní povolení a byl vyhotoven notový materiál. Na podzim téhož roku však byl Škroup propuštěn z kapelnického místa ve Stavovském divadle a buď on sám, nebo vedení divadla stáhlo z programu i plánovanou operu. Skladatel se pak již provedení svého díla nedočkal.
Po Škroupově smrti se o její uvedení v nově otevřeném Prozatímním divadle zasazoval Bedřich Smetana: „Veškerá díla cizozemská musejí se teprve překládati; proč se to neděje s pracemi našich skladatelů, v řeči německé komponovanými? Proč se nepředvede Škroupův «Kolumbus», jenž by byl nad to ještě novinkou?“ V době svého kapelnictví v Prozatímním divadle (1866-74) však Smetana Kolumba nenastudoval.
Později byla ale opera považována za ztracenou (jak se domníval např. roku 1884 Otakar Hostinský). To platí o rukopisu partitury. Díky tomu, že příprava na uvedení v roce 1856 dosáhla pokročilého stadia, se však v archivu Stavovského divadla zachoval její opis (i se Škroupovými vlastnoručními vpisky), úplný notový materiál i původní rukopis libreta. V současnosti je notový materiál uložen jednak v českém muzeu hudby, jednak v Archivu Národního divadla.
První popis a hodnocení opery podal Josef Plavec ve svém Škroupově životopise vydaném roku 1941 s poznamenáním: „Uvedení této zpěvohry na scénu dnes znamenalo by jen akt piety k dávno mrtvému skladateli a dojmu z díla mohlo by být prospěšnější spíše studijní provedení jednotlivých obrazů (např. II. jednání) nežli pokus o vzkříšení celku.“ V té době se však již připravovalo uvedení – fakticky premiéra – této opery v pražském Národním divadle k uctění 80. výročí smrti Františka Škroupa (a 450. výročí objevení Ameriky). Kolumbus byl tak poprvé uveden na jeviště 3. února 1942. Český překlad libreta pro tuto příležitost pořídil Ferdinand Pujman, který operu i režíroval. Dramaturgickou úpravu, tj. především zkrácení (původní partitura má „velkooperní“ rozměry), provedl dirigent premiéry Zdeněk Chalabala. Scénu původně navrhl Jan Zrzavý, ale jeho koncept byl odmítnut jako nevhodný a nerealizovatelný; výtvarnou stránku tedy převzal Vlastislav Hofmann. Slavnostní premiéry se účastnila řada představitelů veřejného i kulturního života, mj. předseda vlády Jaroslav Krejčí a ministři Emanuel Moravec a Adolf Hrubý. Jak referuje dobový tisk, „úspěch byl veliký, srdečný, spontánní. Potlesku bylo tolik, jako o nějaké slavné premiéře – Františku Škroupovi se dostalo plné satisfakce.“ Do konce sezóny se konalo 8 repríz a další tři na počátku sezóny následující.
Toto první nastudování Škroupovy nejzávažnější opery zůstalo prozatím i posledním. V roce 1962 však byla, při příležitosti 100. výročí skladatelovy smrti, pořízena rozhlasová nahrávka rozsáhlých úryvků z opery, na níž se podíleli někteří umělci účastní na premiéře. Roku 1992, v roce 500. výročí Kolumbovy plavby, byla tato nahrávka vydána na CD.

## Charakteristika díla
Kolumbus je Škroupova nejzávažnější opera, „ukazuje jeho nejlepší tvůrčí síly“. Přestože je skladatelův hudební styl i v tomto díle v zásadě eklektický (kritika zde nalézala „silný sklon k operní konvenci“ a u melodických linií postrádala „osobitou svéráznost“), podařilo se mu, slovy Jitky Ludvové, "v syžetu i v hudbě zdařile zkombinova[t] velkou operu a wagnerovské hudební drama". Lze však rozpoznat i vliv romantismu C. M. von Webera, zejména v instrumentaci, a biedermeierovské písňové tradice, recitativy byly označeny jako „mozartovské“. Kolumbus tak organicky spojuje prvky z téměř sta let hudební tradice.
Hudební kritika vyzvedávala zejména druhé dějství: jeho děj i hudební výraz je nejkoncentrovanější, na malé ploše je prostor pro rozvinutí dramatického konfliktu, vymezení hlavních charakterů i střídajících se nálad. To Škroupovi dalo prostor pro uplatnění jeho silných stránek: smyslu pro dramatický tah, barvitou a přiléhavou instrumentaci, uplatnění mužských sborů.
Oproti tomu stavba obou krajních dějství je pravidelným střídáním intimních a masových obrazů typicky velkooperní. Slavnostní průvody a Kolumbova apoteóza posledním jednání přinesly i výčitku „laciné působivosti“. Libreto ani hudba navíc nenabízejí hlubší psychologickou motivaci. Zejména lyrická místa, která by měla přispět k charakterizaci hlavních hrdinů, trpí šablonovitostí, i když divadelní provedení i nahrávka prokazují jejich působivost.

## Osoby a první obsazení
| osoba | hlasový obor | premiéra (3.2.1942) |
| --- | ------------ | ------------------- |
| Ferdinand, král španělský                                                                                                 | bas          | Karel Kalaš         |
| Isabella, jeho manželka                                                                                                   | mezzosoprán  | Marta Krásová       |
| Don José Quintanilla, ministr pokladu                                                                                     | baryton      | Josef Munclingr     |
| Maria, jeho dcera | soprán       | Marie Budíková      |
| Kryštof Kolumbus, janovský lodní kapitán                                                                                  | baryton      | Zdeněk Otava        |
| Allonzo (Alonso) da Penalosa, kapitán ve španělských službách                                                             | tenor        | Beno Blachut        |
| Martin Pinzon, kormidelník                                                                                                | …            | Miloslav Jeník      |
| Sancho Ruiz, loďmistr | …            | Miloš Linka         |
| Bartholo Roldan, proviantní mistr                                                                                         | bas          | Josef Celerin       |
| Piquillo, Maur | soprán       | Štěpánka Štěpánová  |
| Námořník | …            | Oldřich Kovář       |
| Grandové, dvorní dámy, dvořané, lid, důstojníci španělských vojsk, námořníci, cikáni, Indiáni, pouliční tanečníci, pážata |              |                     |
| Dirigent: Zdeněk Chalabala, režisér: Ferdinand Pujman, scéna a kostýmy: Vlastislav Hofman, choreograf: Josef Jenčík       |              |                     |

## Děj opery
Kolumbus se odehrává v Toledu roku 1492 (1. dějství), na moři u pobřeží Ameriky téhož roku (2. dějství) a v Barceloně na jaře následujícího roku (3. dějství).

### 1. dějství: Vyplutí

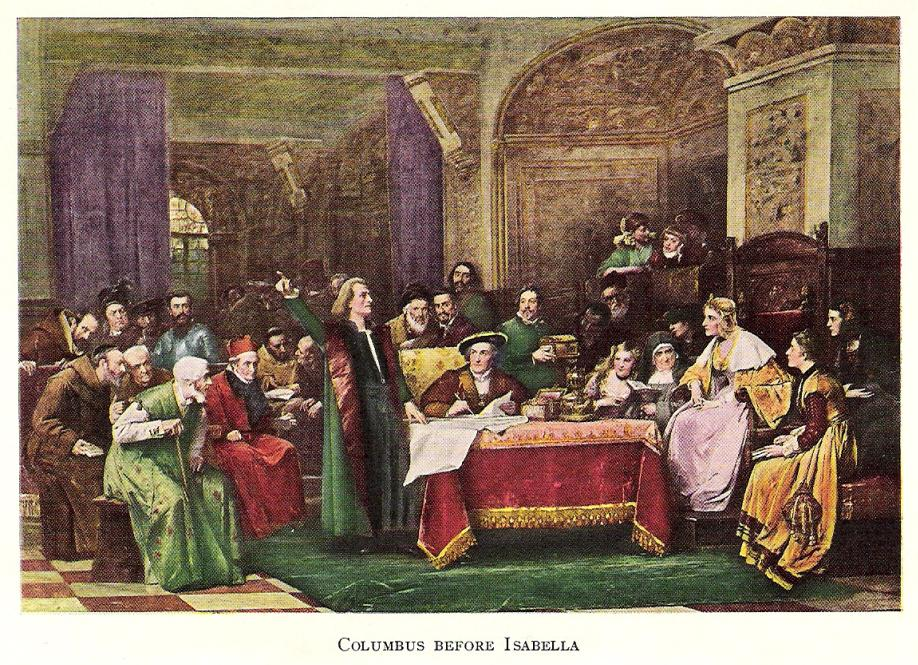
Kolumbus před královnou Isabelou (obraz Václava Brožíka)

(1. obraz – Prostranství s výhledem na Tajo, podvečer) Na náměstí se schází mládež, její zpěv je přerušen tancem a zpěvem cikánů (fandango). Na scénu přichází Kolumbus se svým přítelem, důstojníkem Allonzem. Allonzo se zmiňuje o své nešťastné lásce k Marii, dceři dona Quintanilly; Kolumbus je sám a věnuje se jen svým objevitelským plánům. Ačkoli o tom žádná z učených knih, které přečetl, nehovoří s určitostí, přece je přesvědčen, že existuje ještě jedna polokoule a nová země podobná naší, kterou hodlá nalézt – „Columbia“.
Kolumbus odchází a Allonzo česká pod oknem paláce dona Quintanilly. Když se rozsvítí okno u Marie, zpívá jí serenádu. Marie k němu sestupuje. Alllonzo ví, že je chudý a nemůže si na ni činit nárok; hodlá proto vyjet s Kolumbem na objevitelskou cestu a o Marii požádat po návratu, kdy mu ji už snad otec neodepře. Marie ujišťuje Allonza o své lásce a věrnosti, se kterou na něj bude čekat.
(2. obraz – Komnata královny Isabely) Královna Isabela vstupuje do své komnaty, kde ji již očekávají dvorní dámy a pážata. Královna (v koloraturní árii s doprovodem houslí) vyjadřuje svůj obdiv ke Kolumbovi, jenž chce objevit nový svět.
Jak vypráví don Quintanillo, sezval král Ferdinand svůj dvůr do kláštera San Jago, kde má mořeplavec představit své plány a požádat panovníka o lodě pro svou expedici. Quintanillu provází jeho dcera. Královna se ptá po důvodu její bledosti, což ministr vysvětluje jejím brzkým sňatkem s vévodou z Mediny. Ale Marie se královně svěřuje se svou láskou k Allonzovi. Přes Isabeliny přímluvy je don Quintanillo neoblomný: Allonzo je dobrodruh bez majetku a na jeho dceru nemá myslet.
(3. obraz – Gotická síň s výhledem na Toledo) Ferdinand se obrací ke shromážděným grandům. Ministr Quintanillo pak předčítá králův dekret: Jeho Veličenstvo povoluje Kolumbovi cestu na západ hledat novou zemí a zavazuje se mu poskytnout loďstvo, avšak pod podmínkou, že mořeplavec dnes přesvědčí svolané učené rádce o svém plánu.
Kolumbus popisuje, jak je od dětství srostlý s mořem, a hovoří o svých znalostech i o svém snu. Královna Isabela i lid jsou tím přesvědčeni, ale učená rada dosud ne. Kolumbus slibuje, že nová země přinese Španělsku zlato, ale Ferdinand tento důvod odmítá: Španělsko je dosti bohaté i bez toho. Kolumbus tedy hlásá vyšší cíl: v nových krajinách jsou jistě pohané a jeho cílem je zvěstovat jim slovo Kristovo. Na ta slova všichni nadšeně souhlasí, pro šíření křesťanství jsou král i královna ochotni obětovat mnohé. Ferdinand svěřuje Kolumbovi tři lodě a jmenuje jej admirálem. Zároveň mořeplavce určuje za místokrále všech zemí, které objeví. Všichni, až na stále pochybujícího Quintanillu, vyjadřují víru v Kolumbův úspěch.

### 2. dějství: Objev

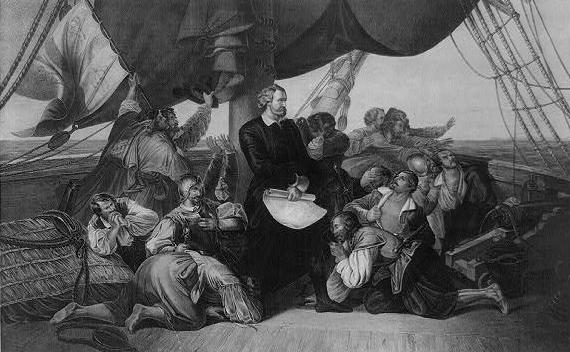
Kolumbus v okamžiku objevení nového světadílu. Rytina podle obrazu Christiana Rubena

(Moře, část paluby lodi Santa Maria, noc a svítání) Mohutná bouře zmítá Kolumbovými loděmi, utiší se však, když se námořníci pomodlí k Panně Marii. Kolumbus a poté i Allonzo pobízejí mužstvo k rychlé práci a k využití příznivého počasí. Sotva ale odejdou, začne se část námořníků bouřit: země je stále v nedohlednu a zásoby docházejí.
Allonzo o samotě zpívá měsíci o vzpomínkách na Marii. Pak Kolumba varuje před vzpourou, která hrozí, nenaleznou-li již zítra zemi. Námořníci mezitím v podpalubí popíjejí a zpívají si. Nyní na palubě osamí Kolumbus, který v árii vyjadřuje pevnou víru ve správnost svých výpočtů: již ráno by měli zahlédnout zemi.
Na palubu se vyhrne nejprve hrstka námořníků, kteří zůstali Kolumbovi věrní, brzy za nimi se vynoří nespokojenci, kteří chtějí velitele donutit k návratu. Ale Kolumbus to odvážně a rozhodně odmítne a útok na svou osobu odrazí. Mlha se zvedá a odhaluje zemi na obzoru. Posádky se zmocňuje nadšení, rebelové prosí Kolumba o odpuštění.

### 3. dějství: Návrat
(1. obraz – Síň paláce dona Quintanilly s výhledem na moře) K ministrovi jsou uvedeni tři námořníci z Kolumbovy výpravy, Roldan, Pinson a Sancho. Ačkoli ve skutečnosti patřili mezi odbojníky, nyní tvrdí, že to oni objevili nový světadíl a Kolumbus i Allonzo že na cestě zahynuli. Zvláště druhou zprávu slyší ministr s ulehčením. Jeho dcera bude sice truchlit, jistě však nyní konečně svolí vzít si vévodu z Mediny. Tlumočí tuto zprávu Marii a ta upadá do šoku a zoufalství. Quintanilla ji zčásti utěšuje, když se však Marie nadále vzpírá sňatku, vyhrožuje jí nakonec otcovskou kletbou, neuposlechne-li jeho pokynů.
Zdrcená Marie hovoří se svých chráněncem, maurským chlapcem Piquillem. Tomu kdysi jeho otec, maurský náčelník, svěřil prsten s ukrytým jedem. Dívka nyní po Piquillovi žádá, aby jí onen prsten přenechal, a ten jí s pláčem vyhoví.
Marie si připraví nápoj s jedem a při pohledu na moře a na vycházející měsíc dává sbohem životu. Její odhodlání zemřít na okamžik odvrátí „Ave Maria“ zaznívající zvenčí, které jí připomíná hříšnost jejího počínání. Nešťastná žena prosí Boha o smilování, svou lásku ale přežít nemůže. V poslední chvíli jí ve vyprázdnění otráveného poháru zabrání jiná melodie doléhající oknem – je to Allonzova píseň z 1. jednání. Brzy je Allonzo přímo u Marie a oba milenci zpívají šťastný duet o svém shledání. Piquillo se vrací a ke svému překvapení a úlevě nachází svou paní na živu. Allonzo odchází jako Kolumbův posel ke dvoru.

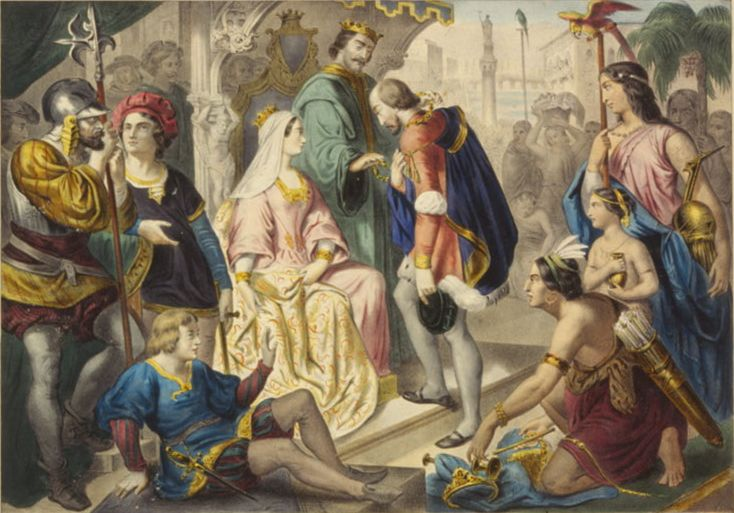
Přijetí Kolumba Ferdinandem a Isabelou po návratu do Španělska

(2. obraz – Arkádový dvůr královského paláce) U dvora se chystá slavné uvítání mořeplavců. Lid oslavuje tři domnělé hrdiny a lituje Kolumbovy smrti. I Ferdinand se smutkem a úctou vzpomíná na onoho velkého muže. Podle námořníků byl ale Kolumbus vlastně zrádce, který chtěl v bouři otočit lodě zpět, a oni mu v tom zabránili. Když se to na výzvu nevěřící Isabely chystají odpřisáhnout, zarazí je v tom jakýsi přicházející muž zahalený v cestovatelském plášti. Námořníci a královská stráž se na něj chtějí vrhnout, ale cizinec odhodí klobouk a plášť a ukáže se, že je to sám Kolumbus. Do překvapeného ticha Kolumbus vypráví pravdivý příběh své plavby. Když skončí své vyprávění, je slyšet výstřel z děla ohlašující vplutí Santa Marie do přístavu.
Ve slavnostním průvodu jsou na scénu přivedeni obyvatelé nově objevené země a předměty dokládající její bohatství. Král i královna Kolumba bohatě odměňují, naopak zrádce odvádí stráž. Allonza má na Kolumbovo vyzvání odměnit don Quintanilla; a když král Allonza jmenuje admirálem, nemá již ministr proti sňatku své dcery námitky. Scéna i celá opera končí mohutnou modlitbou díkůvzdání.

## Nahrávky
- (1962) Columbus, úryvky. Zpívají: (Ferdinand) Eduard Haken, (Isabella) Věra Krillová, (Quintanilla) Karel Kalaš, (Maria) Milada Šubrtová, (Kolumbus) Zdeněk Otava, (Alonso de Penalosa) Beno Blachut, (námořník) Alfons Šoun. Pěvecký sbor Československého rozhlasu v Praze a Pražský rozhlasový orchestr řídí František Dyk. Rozhlasová nahrávka, na CD vydal (1992) Multisonic, a.s. (Prague Opera Collection 31 0153-2), 64'35